# عبد المجيد سلطان كيجاب
عبد المجيد سلطان كيجاب (1955 - 17 أكتوبر 2024)، والمعروف أيضًا باسم سلطان كيجاب، هو سباح ماراثون سوداني كندي سابق ومرشح رئاسي.

## النشأة والتعليم
ولد عبد المجيد سلطان محمد صالح كيجاب عام 1955 في منطقة الغابة بالولاية الشمالية في السودان للسلطان محمد صالح. درس المدرسة الثانوية في تنقاسي والمدارس الإنجيلية. درس القانون في جامعة القاهرة، فرع الخرطوم ( جامعة النيلين اليوم).

## السباحة

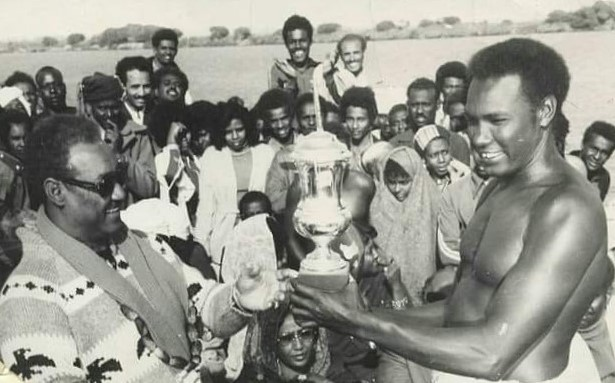
الرئيس جعفر نيميري يسلم كأس الفائز في عام 1974

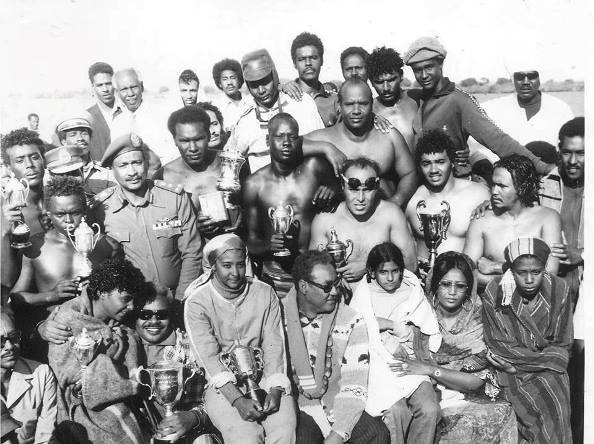
المشاركون في سباق أعياد استقلال السودان عام 1978 م. في منتصف الصف الأول الرئيس جعفر النميري، سارة جاد الله عن يساره وكيجاب خلف سارة في الصف الثاني.

بدأ كيجاب حياته المهنية كعازف إيقاع وجوقة مع النعام آدم، إسحاق كرم الله وزكي عبد الكريم عام 1962. لكنه كان سباحاً منذ صغره. في عام 1967 التحق بنادي الخريجين وشارك في بطولة المسافات القصيرة وكرة الماء ثم ذهب لسباحة المسافات الطويلة بجانب فتحي بيرم وهدى حمدي، هبة محمد علي، منى كرار، وسارة جاد الله جبارا، وأثبت جدارته في سباقات التحمل والركض. في عام 1969، تم اختياره لتمثيل السودان في سباق ماراتونا ديل جولفو كابري - نابولي (36 كم) في إيطاليا، جنبًا إلى جنب مع زميله محمود مصطفى وفاضل سليمان.
في عام 1970 التحق بنادي المريخ للسباحة وكان أول فريق سباحة في السودان. في أكتوبر من نفس العام مثل كيجاب السودان في سباق اللاذقية الدولي للسباحة في سوريا عام 1971.
اختير عام 1972 للمنافسة في معرض الزهور في مدينة مستين الكندية. بعد ذلك دعته كندا لتمثيل السودان في بطولة العالم الكندية. واصل المشاركة في جميع بطولات العالم الكندية السبع التالية حيث سبح في سباق التتابع لمدة 24 ساعة. في عام 1973، احتل المرتبة التاسعة، حيث سبح لمسافة 46 ميل (74 كـم) في لاتاك (كيبك) و 32 (من 35) بشكل عام في التصنيف العالمي لماراثون السباحة الاحترافي (WPMSF).
في يونيو 1974، أسس وينافس في سباق جبل الأولياء (50 km)، أحد أطول السباقات في العالم، والذي بدأ من سد جبل الأولياء على النيل الأزرق وينتهي عند مبنى التلفزيون بأم درمان. هناك، جاء أولاً، حيث قطع المسافة في 13 ساعة، تلاه سالم وسارة جبارة. في سباق عطبرة (30 كم) و 1974 ود مدني إلى أم السنط (30 كم) حيث شارك فيه 30 سباحاً جاء في المرتبة الأولى. في سباق 1978 من ود النماري إلى دنقلا (30 km)، التي أقيمت خلال عطلة الاستقلال، كما جاء في المقام الأول. شارك في معظم سباقات السباحة الوطنية، وسباق الألفين للخرطوم، وجبل العليا، والحديبة إلى عطبرة، والقمر لأبو روف، وسباق مهرجان الوحدة.
أنشأت كيجاب أول مدرسة سباحة للشباب عام 1975، وبلغ عدد من تخرجوا من مدارس السباحة أكثر من 40 ألف شاب.[بحاجة لمصدر]
في عام 1975، ادعى كيجاب المشاركة في الذكرى المئوية لأول سباح إنجليزي عبر القنال الإنجليزي في عام 1875 في مدينة فولكستون الإنجليزية. في عام 1978، أمر الرئيس نميري Kigab بعبور القنال الإنجليزي، لكنه تخلى عن 2 ميل (3.2 كـم) من التكلفة الفرنسية. حاول كيجاب مرة أخرى وفشل. ومع ذلك، يدعي Kigab عبور القناة في محاولة مختلفة في 11 ساعة ونصف.
في عام 1977، احتلت كيجاب المرتبة 20 (من أصل 21) في تصنيف WPMSF بعد أن جاءت في المرتبة 13 (من أصل 14) في سباق 10 يوليو في Chibougamau، كيبيك الذي كان على مسافة 10 ميل (16 كـم)، وانتهى في 05:11:10.
في 12 آب / أغسطس 1979، لم ينته من اجتياز مسابقة Traversée Internationale du lac Memphrémagog في كيبيك، كندا. أصبح كيجاب مواطنًا كنديًا في عام 1979.
في عام 1981، حصل على المرتبة 11 (من أصل 16) في تصنيف WPMSF، بعد أن حل في المركز الأخير في سباق الأقصر، مصر الذي كان في 10 مايو وسباق بورسعيد في 2 أكتوبر، و 11 (من أصل 12) في لا توك، سباق كندا (24 كم) والذي كان في 19 يوليو. تم إلغاء السباق النهائي في الإسكندرية بسبب اغتيال أنور السادات. يتذكر جيمس كيجلي، السباح الفخري في قاعة مشاهير السباحة في الماراثون الدولي، أنه ركض نحوه وهو يصرخ "لقد تم إطلاق النار على السادات!". في 29 يوليو 1984، شارك في Traversée internationale du lac St-Jean في كيبيك، كندا، لكنه لم ينته.
ادعى كيجاب عبور بحيرة Sagni الباردة في 15 ساعة 3 مرات. شارك في بطولة مونتريال الدولية للسباحة 4 مرات، و Leg Sangan 3 مرات، وفي بحيرة ميشيغان بالولايات المتحدة الأمريكية، وفي المكسيك، وجميع سباقات مصر الدولية - سباق النيل - سباق قناة السويس - سباق الأقصر. عبر بحيرة ماجوج التي تقع بين أمريكا وكندا بمسافة 50 كم 4 مرات. شارك في البطولة العراقية للسباحة القصيرة التي أقيمت عام 1994 مع زميله السباح ماجد طلعت فريد على رأس بعثة السباحة. طوال مسيرته الرياضية، حصل على 126 جائزة وكأسًا وميدالية ودروعًا وشهادة.

## بعد التقاعد
وبعد تقاعده شارك كيجاب في اجتماعات اللجنة الأولمبية الدولية بمونتريال ممثلًا للسودان. عمل سكرتيرًا للاتحاد العام المحلي للسباحة. درب السباحة في كندا في أكثر من 10 أندية كندية. عمل مدرب سباحة في نادي النصر السعودي للسباحة في عام 1982.

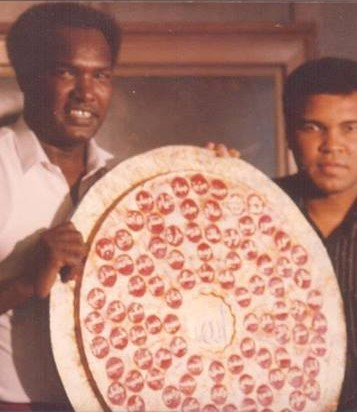
محمد علي وكيجاب أثناء زيارة علي للسودان عام 1988

وفقًا لكيجاب، فقد أقنع محمد علي كلاي بزيارة السودان في عام 1988، وخلال ذلك قام علي بزيارة مخيمات اللاجئين ولزيادة الوعي حول المجاعة التي سببتها الحرب. كما زعمت منظمة الدعوة الإسلامية، من بين جهات أخرى، أن لها الفضل في زيارة علي.
أعد كيجاب وزميله الصحفي ميرغني أبو شناعة برنامج "نفحات الصباح *" الذي قدمته الراحلة ليلى المغربي. أعد برنامجا لتكريم الرياضيين والفنانين والشعراء والصحفيين مع الفريق الزبير محمد صالح، وتم تكريمهم في القصر الجمهوري. الحجاب، مع الميرغني أبو شناعة كان له الفضل في تنظيم وعقد الحصاحيصا إلى سباق الخرطوم للدراجات وشارك فيه ألف راكب.[بحاجة لمصدر]

### الترشح للرئاسة
في عام 1996، وفقًا لكيجاب، كان يزور قريبًا في الخرطوم وأثناء مشاهدة تلفزيون السودان، سجل في مقابلة مع العقيد محمد الأمين خليفة، رئيس المجلس الوطني الانتقالي (1992-1996)، يتحدث حول متطلبات إجراء الانتخابات، على سبيل المثال أن تكون شخصًا بالغًا، وعاقلًا، ومواطنًا سودانيًا، إلخ.. ووجد ان الشروط تنطبق عليه فذهب مباشرة الى مقر مفوضية الانتخابات والتقى بالفريق عباس مدني الذي كان عضوا في لجنة الانتخابات.
وبحسب كيجاب، أبلغ كيجاب مدني عن رغبته في الترشح لرئاسة الجمهورية، رد عليه مدني "أتريد منافسة البشير ؟ !. ورد كيغاب بـ "نعم". ثم قدم له المدني استمارة الترشح وطلب من كيجاب إطلاق حملته الانتخابية. وذهب كيجاب لزعيم حزب الأمة الصادق المهدي الذي وافق على دعمه. بعد ذلك اتصل كيجاب بالرئيس السابق جعفر نميري الذي كان في منفى اختياري في القاهرة. قال نميري لكيغاب إنه سيقف إلى جانبه مع كل المايا.
وبالتالي، في الانتخابات العامة السودانية لعام 1996، خاض كيجاب و 39 مرشحًا آخر ضد الرئيس السابق عمر البشير الذي جاء بعد الانقلاب السوداني عام 1989، والذي خرج منتصرًا بنسبة 75.4٪ من الأصوات. قاطعت الجماعات المعارضة الانتخابات، بدعوى أنها غير عادلة. بسبب الحرب الأهلية، لم يتم إجراء أي تصويت في 11 منطقة جنوبية. ترشح كيجاب كمستقل وحصل على المرتبة الثانية بحصوله على 133032 صوتًا، بنسبة 2.41٪ من إجمالي الأصوات. وصف ترشيحه بأنه "تمثيلية" وهو ما ينفيه.

## الحياة الشخصية
تزوج كيجاب من مشاير سوار الذهب من الغدار، الولاية الشمالية، السودان. هي حفيدة ساتي ماجد محمد القاضي سوار الذهب الذي نشر الإسلام في الولايات المتحدة عام 1904 وأمضى 30 عامًا في اعتناق 250 ألف شخص للإسلام. ولديهما ابنتان وولدان، أبو هيف وبثينة ونازك ونواف. أبو هيف هو لاعب كرة سلة محترف لعب دورًا رئيسيًا في فوز كندا بكأس العالم لكرة السلة تحت 19 عامًا في عام 2017.
أصبح كيجاب مواطنًا كنديًا في عام 1979 وعاش بين كندا والسودان. وهو معروف بكونه "رجل استعراض حقيقي".